# 1580 год в науке
В 1580 году произошли различные научные и технологические события, некоторые из которых представлены ниже.

## События
- 26 сентября — Фрэнсис Дрейк на галеоне «Золотая лань» завершил кругосветное путешествие, начатое в 1577 году (второе после экспедиции Магеллана).
- Ноябрь — завершено строительство Ураниборга, дворца и астрономической обсерватории Тихо Браге[1].
- Константинопольская обсерватория Такиюддина снесена по указу султана Мурада III, чтобы предотвратить её дальнейшее использование в астрологических целях[2].

## Публикации
- Ремберт Додунс:
  - Historia vitis vinique.
  - Physiologices medicinae tabulae.
- Бернар Палисси: Discours admirable de la nature des eaux et fontaines tant naturelles qu'artificielles, о круговороте воды в природе.

## Родились

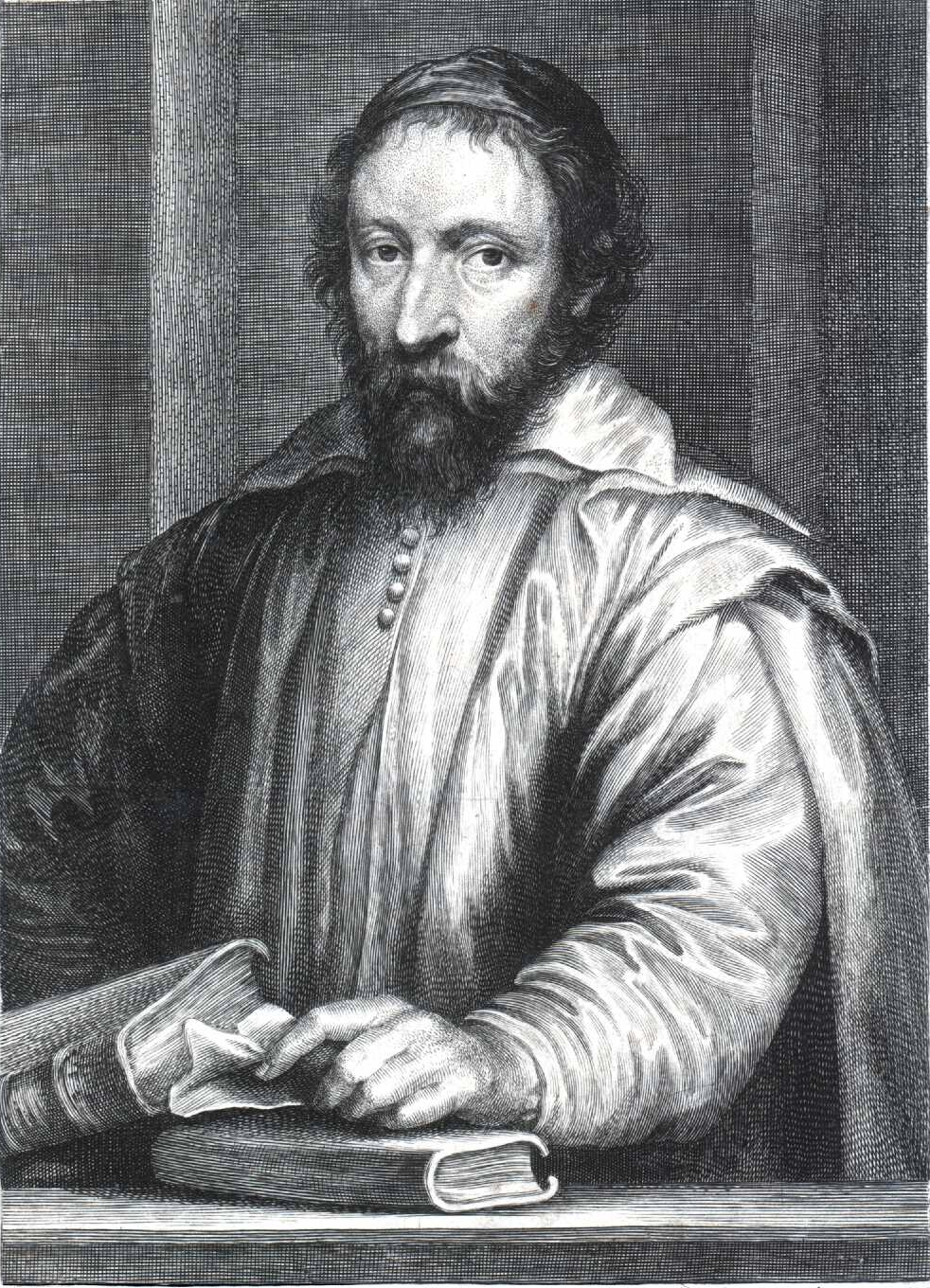
Никола-Клод Фабри де Пейреск

См. также: Категория:Родившиеся в 1580 году
- 12 января — Ян Баптиста ван Гельмонт, фламандский химик[3] (ум. в 1644 году).
- 6 июня — Годфруа Венделин, фламандский астроном-коперниканец (ум. в 1667 году).
- 13 июня — Виллеброрд Снелл, голландский физик и математик, открывший закон преломления света (ум. в 1626 году).
- 19 августа — Пьер Вернье, бургундский математик и изобретатель (ум. в 1638 году).
- 20 октября — Петер Крюгер, немецкий математик, астроном-коперниканец и поэт, ученик Тихо Браге и Иоганна Кеплера (ум. в 1639 году).
- 1 декабря — Никола-Клод Фабри де Пейреск, французский энциклопедист (ум. в 1637 году).
- Юлиус Шиллер, немецкий адвокат и астроном-любитель, автор попытки очистить небо от языческих богов (ум. в 1627 году).
- Пьер Эригон, французский математик и астроном (ум. в 1643 году).

## Скончались
См. также: Категория:Умершие в 1580 году
- 19 августа — Андреа Палладио, итальянский архитектор (род. в 1508 году).
- 6 ноября — Джованни Филиппо Инграссиас, сицилийский анатом (род. в 1510 году).